# Hamelika (časopis)
Hamelika byl časopis o Mariánských Lázních a okolí, vydávaný příležitostně od roku 1973. Vlastivědné informace z města sbíral historik Richard Švandrlík, který našel řadu spolupracovníků a následovníků. Časopis zanikl v roce 2016, kdy Richard Švandrlík zemřel.